# Distrofia oculofaringea
Per  distrofia oculofaringea  in campo medico, si intende un disturbo autosomico a carattere dominante, una malattia genetica distrofica muscolare che riguarda la vista e la muscolatura oculare, facciale e prossimale. Non deve essere confusa con una malattia simile, la distrofia oculare.

## Epidemiologia
La malattia si manifesta negli adulti tra i 40 e i 50 anni, raramente prima dei 40, e non mostra preferenze per quanto riguarda il sesso. Le zone più colpite sono il Quebec in Canada (1:1200) e gli Ebrei di Bukhara (1:600). In Europa l'incidenza è ancora incerta, ma è di circa 1:100-200 000 In Italia sono stati attualmente registrati pochi casi e pertanto non è ancora disponibile un'incidenza.

## Sintomatologia
Fra i sintomi e i segni clinici ritroviamo blefaroptosi (ovvero l'abbassamento delle palpebre), grave disfagia (il disturbo nella deglutizione, rischio di polmonite ab ingestis), oftalmoplegia, diplopia, disturbo di accomodazione, disartria, disfonia, ipostenia facciale e prossimale alle braccia.
Sebbene i segni/sintomi sopra menzionati siano i più comuni, ci sono stati casi, anche se rari, in cui il sistema nervoso periferico è stato coinvolto con una significativa riduzione delle fibre mielinizzate, e sintomatologia sistemica. In molti casi, la debolezza degli arti superiori precede la disfagia. Nel 5-10% dei pazienti, si presenta anche debolezza distale invalidante agli arti inferiori, che esordisce prima dei 60 anni.

## Diagnosi
Una corretta diagnosi avviene tramite la biopsia muscolare e il test genetico. Diagnosi differenziale con miastenia gravis, altre miopatie (es. distrofia miotonica, distrofia facio-scapolo-omerale), disturbi neurologici come sclerosi multipla, e distrofia oculare.

## Terapia
Il trattamento mira a nornmalizzare i sintomi manifestati:
- Correzione chirurgica per la ptosi,
- Dieta equilibrata per la disfagia
- Fisioterapia per i disturbi muscolari alle braccia